# Bazzania
Genre
Bazzania est un genre d'hépatiques de la classe des Jungermanniopsida (hépatiques à lobes), de la famille des Lepidoziaceae.

## Liste d'espèces
Selon Catalogue of Life (5 avril 2013) :
- Bazzania citharodes
- Bazzania corbieri
- Bazzania engelii
- Bazzania exempta
- Bazzania flaccida
- Bazzania himalayana
- Bazzania okaritana
- Bazzania rimosa
- Bazzania scalaris
- Bazzania tricrenata
- Bazzania tridens
- Bazzania trilobata
- Bazzania zonulata

Autre espèce : Bazzania bhutanica, mentionnée par l'UICN.

## Galerie

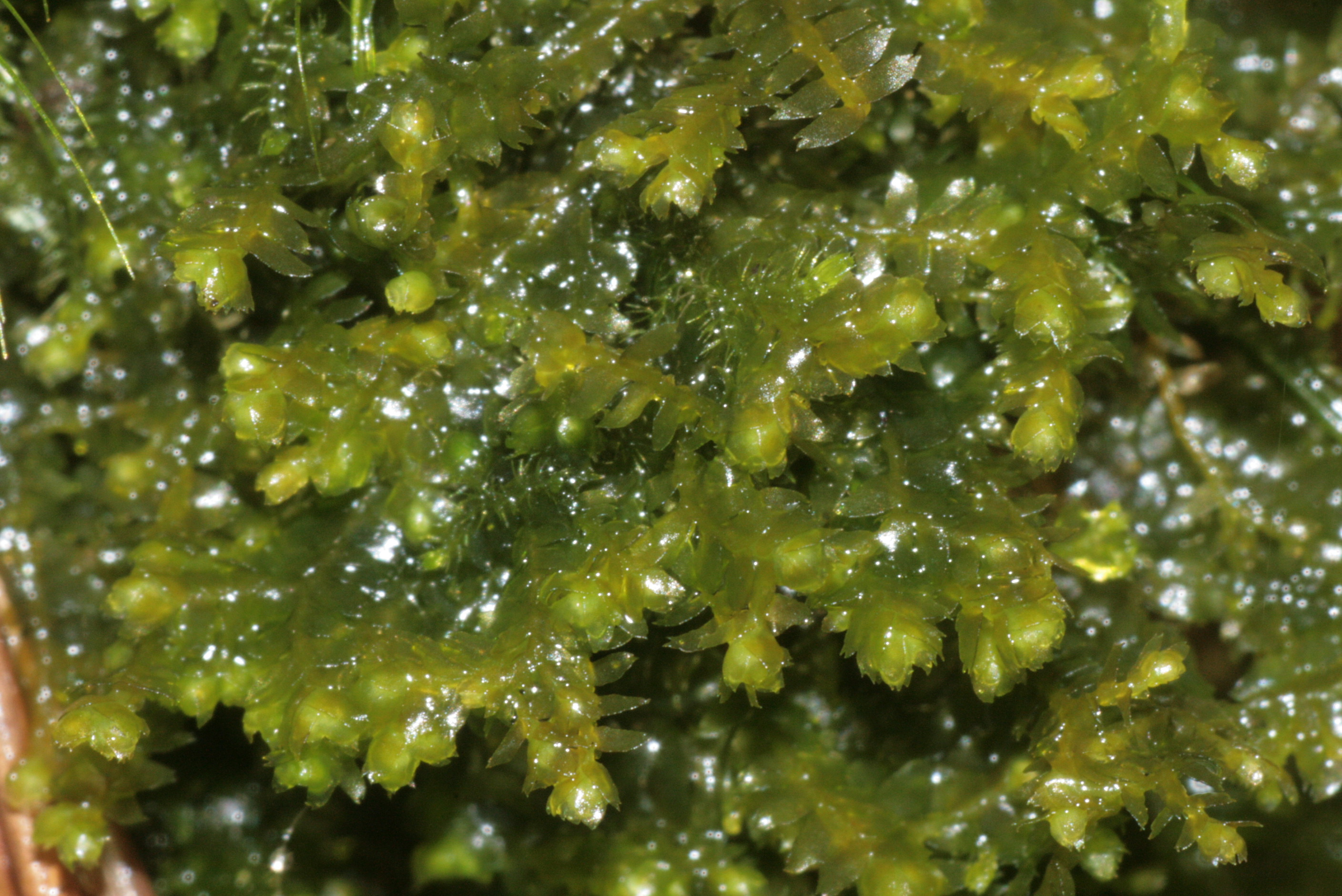
Bazzania flaccida
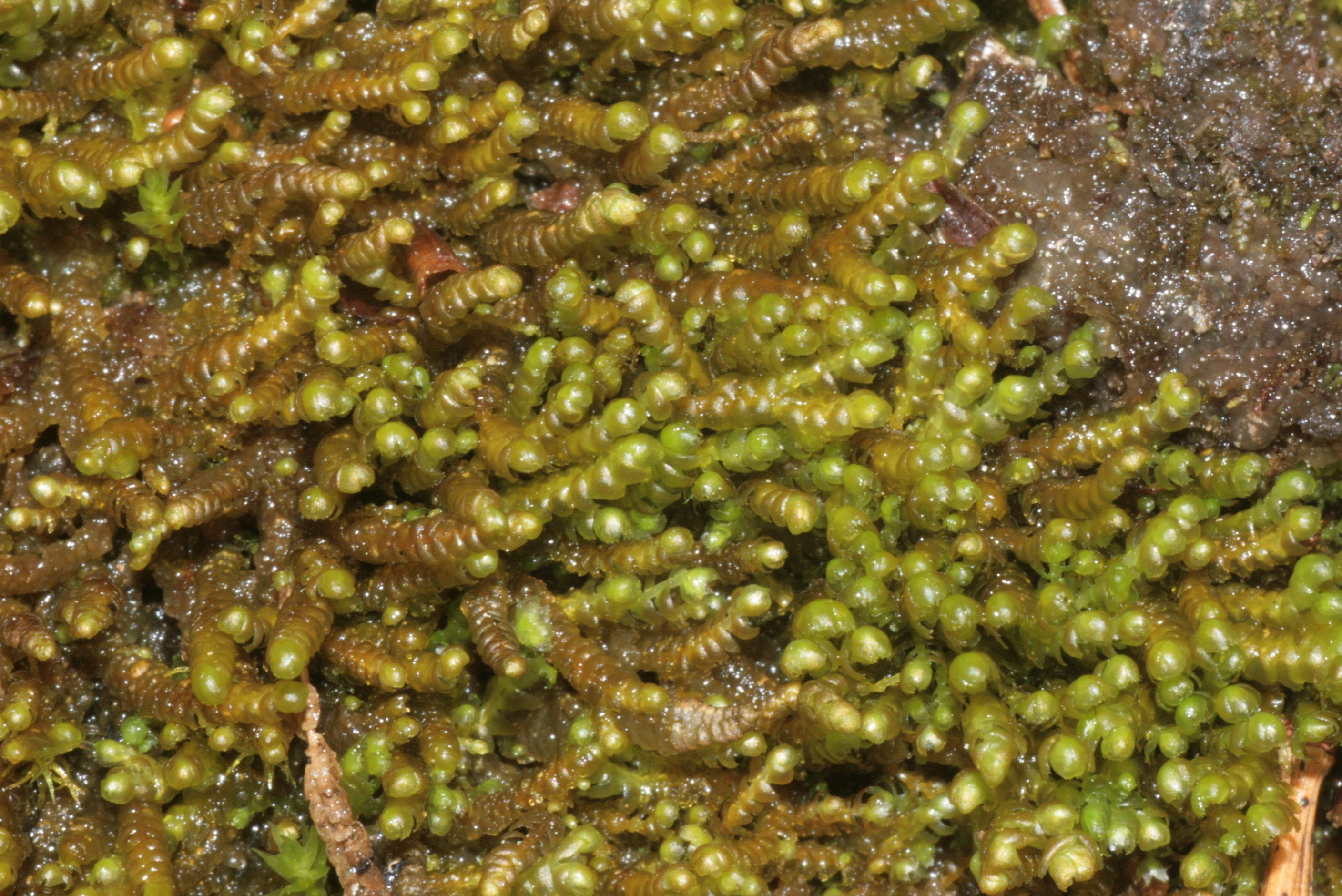
Bazzania tricrenata
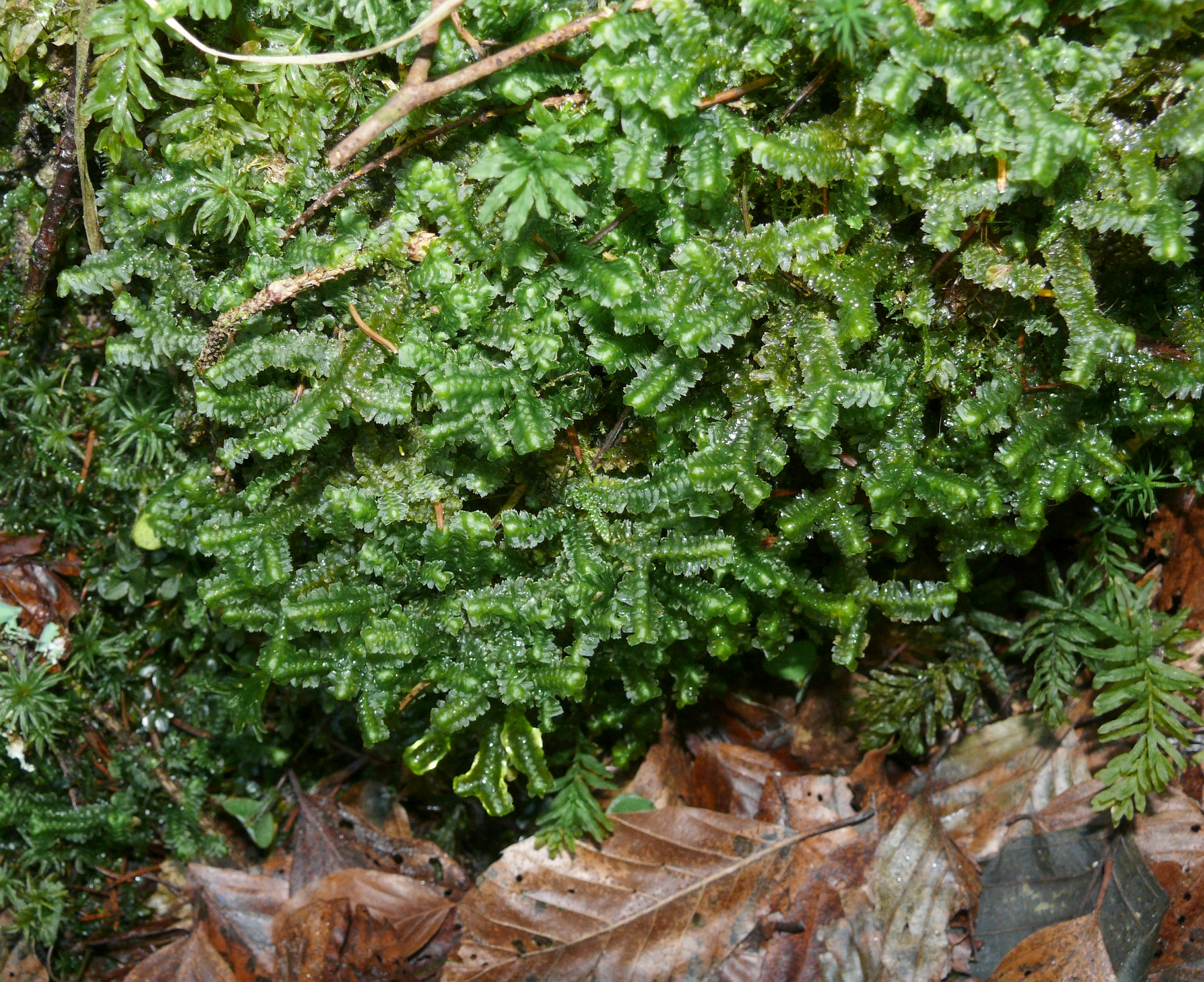
Bazzania trilobata